# Physalaemus nanus
Physalaemus nanus är en groddjursart som först beskrevs av George Albert Boulenger 1888.  Physalaemus nanus ingår i släktet Physalaemus och familjen Leiuperidae. IUCN kategoriserar arten globalt som livskraftig. Inga underarter finns listade i Catalogue of Life.